# Phare de Stevns
Le phare de Stevns (Stevns Fyr en danois) est un phare situé dans la paroisse (en) de Store Heddinge (da), dans la ville éponyme (en) (commune de Stevns, île de Seeland), dans la région de Sjælland, au Danemark. L'expression fait référence en réalité à deux phares distincts, construits respectivement en 1816-1818 et en 1877-1878.
Pour l'Organisation hydrographique internationale (OHI), à travers sa publication Limits of Oceans and Seas (3e édition, 1953), il constitue avec la péninsule suédoise de Falsterbo un des deux points de repère servant de limite géographique pour la mer Baltique au niveau du détroit de l'Øresund.